# Koprenarji
Koprenarji (znanstveno ime Calonarius) so rod gliv iz družine koprenark (Cortinariaceae).

## Seznam koprenarjev Slovenije[2]
- jelšev koprenar (Calonarius alnobetulae)
- živobarvni koprenar (Calonarius arcuatorum)
- črnozeleni koprenar (Calonarius atrovirens)
- zlatorumeni koprenar (Calonarius aureofulvus)
- barviti koprenar (Calonarius callochrous)
- citronasti koprenar (Calonarius citrinus)
- medlorumeni koprenar (Calonarius claroflavus)
- iglični koprenar (Calonarius coniferarum)
- vkopani koprenar (Calonarius corrosus)
- pisani koprenar (Calonarius dibaphus)
- izbrani koprenar (Calonarius elegantior)
- zali koprenar (Calonarius elegantissimus)
- izprani koprenar (Calonarius elotus)
- olivnozeleni koprenar (Calonarius flavovirens)
- mesnorjavi koprenar (Calonarius fulvoincarnatus)
- modrozelenkasti koprenar (Calonarius glaucescens)
- Haasov koprenar (Calonarius haasii)
- nedišeči koprenar (Calonarius meinhardii)
- sivolistni koprenar (Calonarius napus)
- vonjavni koprenar (Calonarius odoratus)
- janežev koprenar (Calonarius odorifer)
- smrdeči koprenar (Calonarius olearioides)
- ploskobetni koprenar (Calonarius platypus)
- zelenkasti koprenar (Calonarius prasinus)
- pakolobarni koprenar (Calonarius pseudoglaucopus)
- Vrščajev koprenar (Calonarius rufo-olivaceus)
- čedni koprenar (Calonarius saporatus)
- lužninski koprenar (Calonarius sodagnitus)
- sijajni koprenar (Calonarius splendens)
- žveplenorumeni koprenar (Calonarius sulfurinus)
- rumenozeleni koprenar (Calonarius xanthochlorus)
- rumenolistni koprenar (Calonarius xanthophyllus)